# Большой Пидым
Большой Пидым — река в России, протекает по Октябрьскому району Ханты-Мансийского автономного округа. Длина реки составляет 34 км, площадь водосборного бассейна 454 км².
Начинается из болота Водораздельного вблизи истоков Чебуръюгана. Течёт сначала на запад через сосново-берёзовый лес, потом на север через сосново-лиственничный, сосново-берёзовый и сосново-кедровый и. Устье реки находится в 69 км по правому берегу реки Нягыньюган на высоте 34 метра над уровнем моря вблизи избы Бронникова.
В 16 км от устья по левому берегу впадает река Малый Пидым, другой крупный приток — Гаринский — также впадает слева.

## Данные водного реестра
По данным государственного водного реестра России относится к Нижнеобскому бассейновому округу, водохозяйственный участок реки — Обь от впадения Иртыша до впадения реки Северная Сосьва, речной подбассейн реки — бассейны притока Оби от Иртыша до впадения Северной Сосьвы. Речной бассейн реки — (Нижняя) Обь от впадения Иртыша.
Код объекта в государственном водном реестре — 15020100112115300019672.